# کوتاگپیتیا
کوتاگپیتیا (به لاتین: Kotagepitiya) یک منطقهٔ مسکونی در سری‌لانکا است که در استان مرکزی (سری‌لانکا) واقع شده‌است.